# As Pontes de García Rodríguez (kommun)
As Pontes de García Rodríguez är en kommun i Spanien. Den ligger i provinsen A Coruña i den autonoma regionen Galicien i nordvästra delen av landet, 500 km väster om huvudstaden Madrid. Antalet invånare är 9 782 (2024).